# Lac du Dégelis (rivière Portneuf)
Pour les articles homonymes, voir Dégelis.
Le lac du Dégelis est un plan d'eau douce traversé par la rivière Portneuf, coulant dans le territoire non organisé de Mont-Valin, dans la municipalité régionale de comté (MRC) du Fjord-du-Saguenay, dans la région administrative de la Saguenay–Lac-Saint-Jean, dans la province de Québec, au Canada. La partie Nord de ce plan d’eau s’étend dans le canton de Lefebvre.
La foresterie constitue la principale activité économique du secteur. Les activités récréotouristiques arrivent en second, notamment la villégiature de la rive Nord du lac.
La zone autour du lac (surtout du côté Nord et du côté Ouest) comporte plusieurs routes forestières pour les besoins de la foresterie et des activités récréotouristiques,,.
La surface du lac du Dégelis est habituellement gelée de la fin novembre au début avril, toutefois la circulation sécuritaire sur la glace se fait généralement de la mi-décembre à la fin mars.

## Géographie
Les principaux bassins versants voisins du lac du Dégelis sont :
- côté Nord : rivière Portneuf, lac des Monts, lac de l’Île Verte, lac des Baies ;
- côté Est : lac des Monts, lac Daniel ;
- côté Sud : rivière Portneuf, Premier lac Chailly, Deuxième lac Chailly, lac Emmuraillé, lac Laflamme, rivière Jos-Ross ;
- côté Ouest : rivière aux Sables, rivière Portneuf, lac Portneuf, lac Itomamo, lac Maria-Chapdelaine[1].

Le lac du Dégelis comporte une longueur de 5,7 km, une largeur maximale de 2,0 km et une altitude de 418 m. Ce plan d’eau reçoit du côté Nord-Ouest le courant de la rivière Portneuf. Le courant traverse le lac vers le Sud sur 4,9 km. Ce lac comporte deux presqu’îles (l’une rattachée à la rive Est, l’autre à la rive Sud) séparée par un détroit de 0,5 km dans la partie Sud du lac.
Le lac du Dégelis est situé entièrement en milieu forestier dans le territoire non organisé de Mont-Valin. Il est enclavé entre les montagnes dont les principaux sommets atteignent 637 m à l’Est, 680 m au Sud-Est, 623 m au Sud et 622 m à l’Ouest.
L’embouchure du lac du Dégelis est localisée à :
- 11,9 km au Sud-Est du lac Portneuf ;
- 95,0 km au Nord-Ouest du centre du village de des Escoumins ;
- 85,1 km à l’Ouest du centre-ville de Forestville ;
- 90,6 km à l’Ouest de l’embouchure de la rivière Portneuf[1],[4].

À partir de l’embouchure du lac du Dégelis, le courant descend sur 126,4 km la rivière Portneuf d’abord en traversant le Premier lac Chailly, le Deuxième lac Chailly et le lac Emmuraillé, avant de se déverser sur la rive Nord-Ouest de l’estuaire du Saint-Laurent.

## Toponymie
Jadis ce lac était désigné « lac Mitinikiche ».
Le toponyme « Lac du Dégelis » a été officialisé le 5 décembre 1968 par la Commission de toponymie du Québec.